# Wislaw III de Rügen
Wislaw III de Rügen (en allemand Wizlaw III., en polonais Wisław III) est né en 1265 ou en 1268, et est mort le 8 novembre 1325. Il est le dernier prince slave de Rügen. Wislaw III est sans doute aussi le Minnesänger Wizlaw dont on retrouve les chansons dans le Jenaer Liederhandschrift.

## Biographie
Wislaw III de Rügen est le fils aîné du prince Wislaw II de Rügen et de la princesse Agnès de Brunswick-Lunebourg. Probablement sous l’influence de sa mère, il reçoit l’éducation d’un noble raffiné. Ungelarde de Stralsund († vers 1300), connu aussi en tant que chansonnier, est un de ses maitres. Un évènement tragique marque la jeunesse de Wislaw. Dans la cathédrale de Riga, il reçoit un coup de couteau d’un commerçant non satisfait d’une de ses réponses.
Le nom de Wislaw III est mentionné pour la première fois dans un document daté de 1283 qui confirme un don de son père au monastère de Neuenkamp (aujourd’hui Franzburg). Lorsque son père meurt en 1302, Wislaw et son jeune frère Sambor entrent en conflit pour la succession. Wislaw règne sur Rügen alors que Sambor contrôle Stralsund. Un traité de paix est conclu entre les deux princes en 1304, peu avant la mort de Sambor. Wislaw se retrouve seul à la tête de la principauté. La même année, il établit l'allemand comme langue officielle dans la principauté.
N’ayant pas d’héritier, un contrat est conclu en 1310 entre Wislaw et le roi Éric VI de Danemark sur la succession. La principauté devra intégrer la couronne danoise après le décès de Wislaw. Les branches secondaires de la lignée des princes de Rügen, les seigneurs de Gristow et de Putbus, devront renoncer à la succession.
Le règne de Wislaw est tout sauf paisible. Son suzerain Éric VI de Danemark et le margrave Valdemar de Brandebourg se battent pour prendre le contrôle de la mer Baltique et de ses riches villes commerçantes. Les relations de Wislaw avec l’influente et puissante ville de Stralsund, située dans sa principauté, sont très difficiles. Wislaw a perdu le contrôle de la ville. En 1316, la flotte danoise accompagnée de Wislaw assiège la ville. C’est un échec et Wislaw doit s’enfuir. Ruiné par la guerre, Wislaw est obligé de conclure un accord de paix avec Stralsund en 1317. Il accorde de larges privilèges à la ville et renonce à toute influence dans la ville en contrepartie d’une forte somme d’argent.
Wislaw s’est marié deux fois. Avant 1305, il a épousé Marguerite dont on ignore l’origine. Ce mariage est resté stérile. Après la mort de sa première femme vers 1310, il s’est marié avec Agnès de Lindow-Ruppin. Celle-ci lui a donné une fille (Agnès) et un fils (Jaromar). Malheureusement, son seul fils décède en 1325. Wislaw meurt peu de temps après, le cœur sans doute brisé de chagrin. C’est la fin de la dynastie princière de Rügen.
À la suite de la mort d’Éric VI en 1319, l’accord conclu avec le Danemark était devenu caduc. En 1321, Wislaw avait désigné son neveu Warcisław, le duc de Wolgast, pour lui succéder.

## Wislaw, le poète, auteur de maximes et de chansons
Wislaw est l’auteur de 14 chansons et de 13 maximes contenues dans le Jenaer Liederhandschrift. Trois chansons nous sont parvenues incomplètes. Son œuvre devait être plus importante car trois feuilles de chansons du Jenaer Liederhandschrift se sont perdues. Sa chanson la plus connue est Loibere risen qui s’est retrouvée dans le répertoire de nombreux groupes musicaux du Moyen Âge. Aujourd’hui encore, elle est interprétée par Angelo Branduardi.
Une controverse existe chez les historiens : Wislaw le poète est-il la même personne que le prince Wislaw de Rügen ?
Les arguments des historiens qui affirment qu’il s’agit de la même personne :
- Dans le Jenaer Liederhandschrift, on parle de « Wislaw le fils », pour ne pas le confondre avec son père qui portait le même nom.
- Dans une chanson, Wislaw fait l’éloge d’Ungelarde, un chansonnier de Stralsund qui a bien existé.
- Wislaw a écrit un éloge à la gloire du Graf Éric d’Holstein-Schauenburg. Dans le même document, il fait référence au traité de paix signé entre Sambor et Wislaw III en 1304.

Les arguments des historiens qui pensent qu’il s’agit de deux personnes différentes :
- Le nom de Wislaw est très commun à l’époque. De nombreuses personnes pouvaient être nommées « Wislaw le fils ».
- L’œuvre correspond plutôt au travail d’un poète à part entière, non à celle d’un noble dilettante.
- Il est peu probable qu’un prince de haut rang fasse l’éloge d’un noble de rang inférieur, comme le Graf Éric d’Holstein-Schauenburg. Le minnesinger appartenait habituellement aux rangs inférieurs de la noblesse.

Le nom du prince et du poète est écrit de plusieurs manières dans les différentes publications : Wizlaw, Wizlav, Wizlaf, Wizlaff, Witzlaw, Witzlav, Witzlaf, Witzlaff.